# Bacillus-Phage G
Bacillus-Phage G (englisch Bacillus phage G alias Bacillus megatherium phage G, ΦG;  Spezies Donellivirus gee, deutsch informell Bacillus-Virus G) ist eine Bakterienvirus; als Wirte dienen Bakterien der Spezies Bacillus megaterium (syn. Priesta megatherium), was diese Viren als  Bakteriophagen klassifiziert. Die Spezies ist monotypisch in der Gattung Donellivirus und mit dieser bestätigtes Mitglied der Klasse Caudoviricetes vom Morphotyp der Myoviren, aber nach International Committee on Taxonomy of Viruses (ICTV), Stand 1Mai/Jinu 2024, noch ohne Zuweisung zu einer Ordnung oder Familie.
Der Phage gehört nach Iyer et al. (2021) in die Jumbo-Phagen-Untergruppe 3.2.

## Morphologie
Als Mitglied der Klasse Caudoviricetes haben die Viruspartikel (Virionen) von ΦG einen typischen Kopf-Schwanz-Aufbau, als ehemaliges Mitglied der inzwischen aufgelösten Familie Myoviridae sind sie vom Morphotyp als Myoviren klassifiziert.

## Genom
Das Genom von ΦG ist unsegmentiert (monopartit) und besteht aus einer Doppelstrang-DNA.
Dabei hatte der Phage zur Zeit seiner Erstbeschreibung (Stand April 2011) das größte Genom aller bekannten Myoviren mit 497.513 bp (Basenpaaren) und fast 700 proteinkodierenden Genen, was ihn als Jumbo-Phagen klassifiziert; er ist aber nicht näher mit dem bekannten Riesenphagen Phikzvirus (φKZ) verwandt.